# Jean Nehr
Jean Nehr, né le 12 juin 1929 à Douai (Nord), et mort le 2 janvier 2023 à Aix-en-Provence, est un acteur français.

## Biographie
Jean Nehr commence sa carrière à l'âge de 40 ans, dans la série Les Chevaliers du ciel en 1969. Il est principalement reconnaissable par ses seconds rôles dans de nombreux films, téléfilms, et séries télévisées depuis les années 1970.
Il a dirigé la Maison des Jeunes et de la Culture Jacques Prévert (Aix-en-Provence), de 1962 à 1970. Il est ensuite devenu directeur de la Fédération Régionale des MJC Méditerranée.
Il meurt le 2 janvier 2023 à la maison de retraite Saint-Thomas-de-Villeneuve d'Aix-en-Provence,.

## Vie privée
Il est père de cinq enfants : Jean-Pascal, Isabelle, Sophie, Jean-Bastien et Pierre.

## Filmographie

### Télévision

#### Séries télévisées
- 2020 : Plus belle la vie (série TV), saison 16 : Monsieur Guérin[7]
- 2017 : Marjorie (série TV) : Michel
- 2015 : Caïn (série TV), saison 3 : Antoine Villon
- 2012 : Caïn (série TV), saison 1 : Homme modeste
- 2010 : Enquêtes réservées (série TV), saison 3 : Ange Albertini (cinq épisodes)
- 2009 : Vive les vacances ! (série TV) : Portier du palace (un épisode)
- 2006 : Le Tuteur (série TV) : Monsieur Croix
- 2005 : Plus belle la vie (série TV), saison 1 : André César[8]
- 2004 : Le Miroir de l'eau (série TV) : Docteur Lacelot
- 1999 : L'histoire du samedi (série TV) : Léon
- 1998 : Marseille (série TV) : Président de séance
- 1997 : L'avocate (série TV) : Notaire
- 1996 : Docteur Sylvestre (série TV), saison 2 : Professeur Delbaz[9]
- 1995 : Associations de bienfaiteurs (série TV) : Mignard (six épisodes)
- 1992 : Puissance 4 (série TV), épisode Le serpent vert
- 1992 : Les Cœurs brûlés (série TV) : Chirurgien Hélène
- 1981 : La vie fantastique des figures peintes (série TV) : Christ
- 1980 : Changements de décors (série TV) : Commissaire de police
- 1980 : Fair Stood the Wind for France (série TV) : Officier allemand
- 1978 : Les Enquêtes du commissaire Maigret (série TV), épisode Liberty Bar : L'hôtelier
- 1975 : Le fol amour de Monsieur de Mirabeau (série TV) : Monsieur Ruffey
- 1973 : L'Hiver d'un gentilhomme (série TV) : Le curé Magnan
- 1969 : Les Chevaliers du ciel (série TV) : L'ingénieur
- 1967 : Les Enquêtes du commissaire Maigret (série TV)[10]

#### Téléfilms
- 2017 : Imposture : Simon
- 2016 : Meurtres à La Ciotat de Dominique Ladoge : Manuel Vergniot
- 2006 : L'Affaire Christian Ranucci : Le Combat d'une mère de Denys Granier-Deferre : Témoin
- 2004 : 93, rue Lauriston de Denys Granier-Deferre : Paysan
- 2004 : Eaux troubles de Luc Béraud : Curé
- 2003 : Daddy de Giacomo Battiato : Lionel
- 2003 : Le don fait à Catchaires : Marcel
- 2002 : Les filles du calendrier : Curé
- 2001 : Le châtiment du Makhila de Michel Sibra : Saudicoeur
- 2001 : Le vol de la colombe de Michel Sibra : Bernard Lapouge
- 2000 : Le blanc et le rouge de Jean-Louis Lorenzi
- 1997 : La Bastide blanche : Juge
- 1994 : Coup de chien de Christian Faure
- 1993 : La voyageuse du soir de Igaal Niddam
- 1992 : La Controverse de Valladolid : Assistant de Las Casas
- 1992 : Pour une fille en rouge : Francet
- 1991 : Strangers dans la nuit de Sylvain Madigan
- 1990 : Un Français libre : Concierge
- 1987 : L'Attrapeur (Liebe läßt alle Blumen blühen), de Marco Serafini (de) : Le réceptionniste
- 1982 : La steppe de Jean-Jacques Goron : Marchand
- 1981 - 1987 : Cinéma 16 : Inspecteur de police
- 1980 : Le devine-vent
- 1980 : So long, rêveuse
- 1979 : La ville, la nuit : Garagiste
- 1979 : Les Enquêtes du commissaire Maigret, épisode Liberty Bar de Jean-Paul Sassy
- 1974 : L'affaire Bernardi de Sigoyer : Meneur de jeu
- 1973 : L'étrange histoire d'une aboyeuse : Impresario
- 1973 : L'affaire Bougrat : voix de Bougrat

### Cinéma
- 1989 : Doux amer de Franck Appréderis : Picard
- 1996 : Hercule et Sherlock : Juge
- 2007 : Cartouches gauloises de Mehdi Charef : Norbert
- 2016 : Marseille de Kad Merad : Monsieur Baldini